# Aeneonaenaria occidentalis
Aeneonaenaria occidentalis är en stekelart som beskrevs av Heinrich 1974. Aeneonaenaria occidentalis ingår i släktet Aeneonaenaria, och familjen brokparasitsteklar. Inga underarter finns listade.